# Parachernes darwiniensis
Parachernes darwiniensis är en spindeldjursart som beskrevs av Beier 1978. Parachernes darwiniensis ingår i släktet Parachernes och familjen blindklokrypare.

## Underarter
Arten delas in i följande underarter:
- P. d. darwiniensis
- P. d. maculosus